# Ted K
Ted K ist ein Filmdrama des US-amerikanischen Regisseurs Tony Stone über den US-amerikanischen Terroristen, Anarchisten und Mathematiker Theodore Kaczynski.
Der Film feierte seine Premiere auf der 71. Berlinale.

## Handlung
Im Jahr 1971 lebt das mathematische Wunderkind Theodore Kaczynski ein primitives Leben in einer abgelegenen Hütte in der Nähe von Lincoln, Montana. Er isst selbst geschossenes Tier und lebt ohne Strom und fließendes Wasser. Er ist fest davon überzeugt, dass moderne Technologie den Planeten zerstört. Kaczynski wird Zeuge der Zerstörung der Wildnis rund um seine Hütte und kommt zu dem Schluss, dass ein Leben in der Natur ohne Widerstand unmöglich ist. Er beschädigt das Schneemobil eines Nachbarn, unterbricht eine Stromleitung und zerstört Baumaschinen in der Nähe. Er wird frustriert über die Anzahl der Jets, die über sein Wohngebiet fliegen. Um sich gegen die Zerstörung der Natur zu wehren, schmiedet er einen Racheplan. Kaczynski verschickt Bomben an Personen, von denen er glaubt, dass sie der Gesellschaft schaden: darunter auch den Präsidenten von United Airlines, Percy Wood. Das FBI wird aktiv, als eine Bombe Wood in seinem Haus verletzt, fast tötet. Kaczynski verändert sein Aussehen, indem er seinen Bart rasiert und sich seine Nase bricht. Hugh Scrutton, Besitzer eines lokalen Computerladens ist der erste, der an einer seiner Bomben stirbt. Achtzehn Monate später braucht Kaczynski dringend Geld und bittet seinen Bruder David am Telefon darum.
An mehrere Medien schickt Kaczynski sein 35.000 Wörter umfassendes Manifest, in dem er vortäuscht, dass mehrere Personen für die Anschläge verantwortlich seien. An die New York Times und die Washington Post richtet er das Angebot, die Bombenanschläge zu stoppen, wenn sie sein Manifest veröffentlichen. Die Washington Post tut dies am 19. September 1995. Sein Bruder David erkennt den Prosastil des Manifests als den von Ted und meldet seinen Verdacht. Das FBI verhaftet Kaczynski im Jahr 1996. Er wird zu lebenslanger Haft verurteilt, weil er drei Menschen getötet und dreiundzwanzig weitere verletzt hat. Ein Epilog bezeichnet die Fahndung nach Ted Kaczynski als die größte in der Geschichte des FBI.

## Produktion
Im Frühjahr 2018 war die Besetzung der Hauptrolle bekannt. Gedreht wurde unter anderem in Lincoln (Montana).
An der Produktion waren die Studios Verisimilitude, Heathen Films, In Your Face Entertainment und Hideout Pictures beteiligt.

## Bewertung und Rezeption
Auf Rotten Tomatoes erhielt der Film (Stand: 21. Februar 2022) im Durchschnitt 85 % positive Kritiken.
Laut der Berlinale ist Ted K kein „konventionelles Biopic, das versucht, eine psychologische Analyse durchzuführen oder Traumata zu beschreiben.“ Im Intro des Films wird unter anderem erwähnt, dass der Film sich der Texte bedient, die Kacynski geschrieben hat.